# Anastassija Petryk
Anastassija Ihoriwna „Nastja“ Petryk (ukrainisch Анастасія Ігорівна "Настя" Петрик; * 4. Mai 2002 in Nerubajske, Ukraine) ist eine ukrainische Sängerin. Sie gewann den Junior Eurovision Song Contest 2012 mit dem Song Nebo und war damit die erste ukrainische Teilnehmerin, die den Wettbewerb gewann.

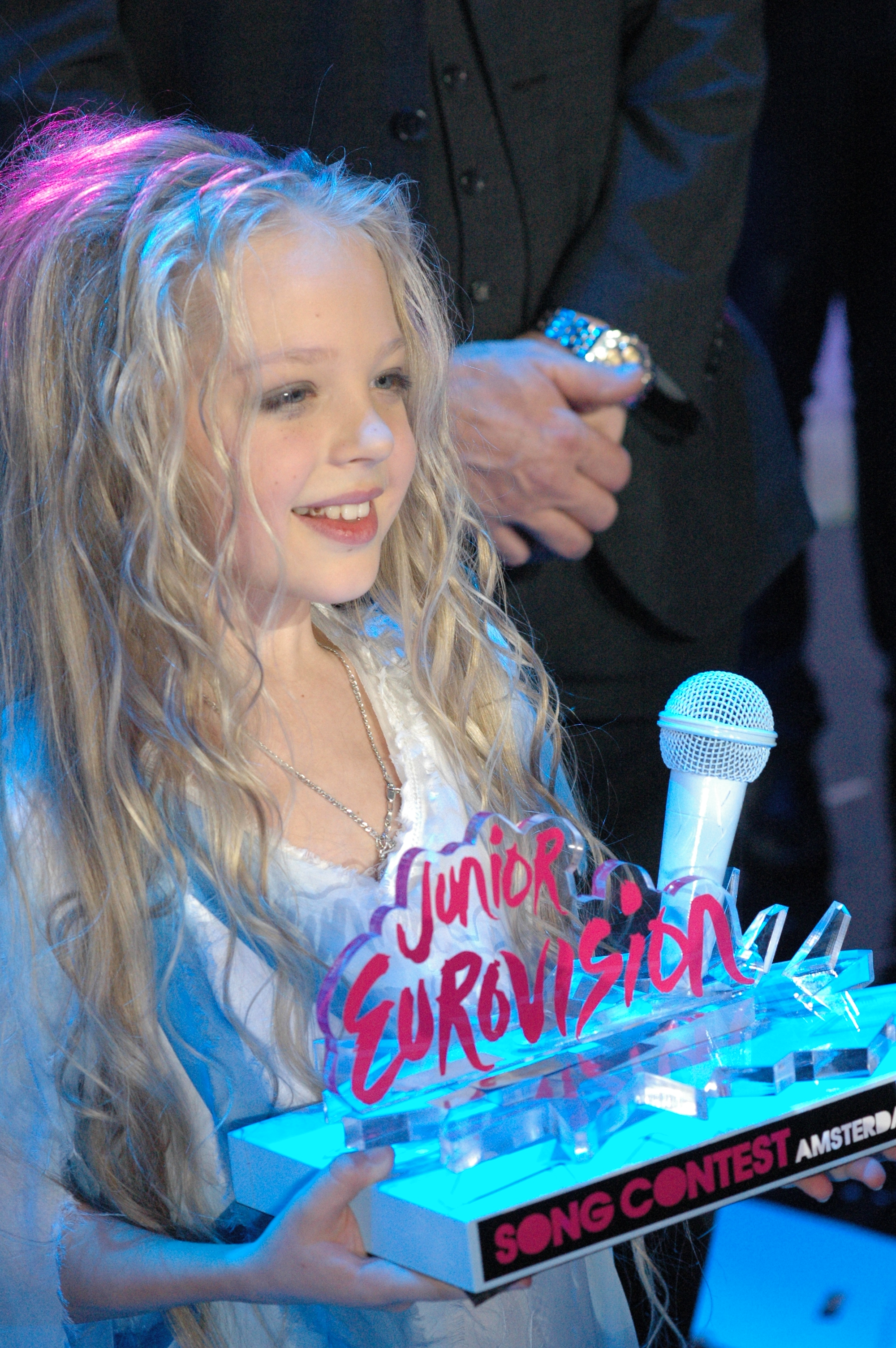
Nastja Petryk 2012

## Leben
Anastassija Petryk trat 2009, im Alter von 7 Jahren, in der zweiten Staffel von „Got Talent“ in der Ukraine mit ihrer älteren Schwester Viktoria „Vika“ Petryk auf, die die Ukraine beim Junior Eurovision Song Contest 2008 vertrat und den zweiten Platz belegte. Obwohl Anastassija ihre Schwester nur hinter der Bühne unterstützte, luden die Richter sie ein, mit ihrer Schwester Victoria ein Lied zu singen. Nachdem sie I Love Rock ’n’ Roll gesungen hatten, wurden sie eingeladen, an der Show teilzunehmen und erreichte das Halbfinale. Im selben Jahr gewann Anastassija auch den ersten Preis bei der Moloda Halychyna und den zweiten Preis bei den Black Sea Games 2009.
2010 gewann Anastassija beim internationalen Wettbewerb für populäre „Musik New Wave Junior 2010“ in Artek, den ersten Preis in der jüngeren Altersgruppe (8 bis 12 Jahre). Ihre Schwester Viktoria gewann in der älteren Altersgruppe.
Mit dem Song Nebo gewann Anastassija Petryk 2012 den Junior Eurovision Song Contest 2012 mit 138 Punkten (35 Punkte vor dem 2. Platz).
Petryk studierte Pop- und Jazzgesang in Odessa. Nach dem russischen Überfall auf die Ukraine zog sie im Frühjahr 2022 nach Philadelphia.

## Diskografie
Singles
| Jahr | Titel                                  | Album            |
| ---- | -------------------------------------- | ---------------- |
| 2010 | I Love Rock ’n’ Roll                   | Nastya Petryk    |
| 2010 | Oh! Darling                            | Nastya Petryk    |
| 2011 | When You Believe (ft. Viktoria Petryk) | Nastya Petryk    |
| 2012 | Nebo (Небо)                            | Nastya Petryk    |
| 2013 | Peremoha (Перемога)                    | Non-album single |
| 2013 | Number One (Winner)                    | Non-album single |